# Vlaakenhoek
Vlaakenhoek of Vlakenhoek is een natuur- en recreatiegebied in de Nederlandse provincie Noord-Brabant, ten westen van Willemstad. Het gebied is 54 ha groot, was tot begin jaren 1990 in beheer bij Rijkswaterstaat en is daarna overgedragen aan Staatsbosbeheer.
Vroeger was dit een gorzengebied, gelegen aan het Volkerak. Met de bouw van het Hellegatsplein en de Volkeraksluizen, omstreeks 1967, was dit gebied, ten gevolge van kleiwinning en het opspuiten van zand, goeddeels verloren gegaan. Van 1979 tot en met 1981 werd hier bos aangeplant naar een ontwerp van Staatsbosbeheer-landschapsarchitecten Nico de Jonge en Ellen Brandes. Er kwamen lanen en boomweiden, een moeras, en een waterpartij (het Zwanenmeer).
Er zijn kolonies van oeverzwaluwen, aalscholvers en blauwe reigers. Ook dodaars, krakeend, wintertaling, slobeend, tafeleend en tureluur broeden er.